# Die Republikein
Die Republikein – dziennik ukazujący się od 1977 w Namibii w języku afrikaans. 
Gazeta została założona w grudniu 1977 przez Partię Republikańską Dirka Mudge’a (opowiadającą się za niepodległością Namibii na warunkach ustalonych przez białych). Pierwszym redaktorem naczelnym został Johannes Petrus Spies. Początkowo pismo wychodziło jedynie w czwartki, było drukowane w Pretorii i dostarczane samolotem do Windhuku. Od stycznia 1978 gazeta wychodziła w piątki, później dwa razy w tygodniu, a następnie stała się dziennikiem. W latach osiemdziesiątych pismo zostało przejęte przez Sojusz Demokratyczny Turnhalle. Po uzyskaniu przez Namibię niepodległości w 1990 gazeta wydawana jest przez Democratic Media Holding, od tego czasu stara się utrzymywać niezależność od partii politycznych. W latach 1997–2001 pismo ukazywało się pod tytułem "Republikein 2000". 
Oprócz afrikaans część artykułów drukowana jest w językach angielskim i osziwambo. 
W 1994 pismo jako pierwsza gazeta namibijska uzyskało nagrodę Nissan-Capro za najlepsze czasopismo Południowej Afryki.